# Heinz Kochs
Heinz Kochs (* 11. August 1929 in Röbel/Müritz; † 6. Dezember 2020 in Rostock) war ein deutscher Politiker (SED). Er war von 1968 bis 1975 Oberbürgermeister von Rostock. 

## Leben
Heinz Kochs wurde als Sohn eines selbstständigen Handwerkers geboren und absolvierte nach dem Besuch der Volksschule eine Elektrikerlehre. Anschließend war er als Elektriker tätig. 1948 trat er in die SED ein. Von 1951 bis 1954 studierte er an den Ingenieurschulen Wismar und Mittweida mit dem Abschluss als Elektroingenieur. Nach einer Tätigkeit beim VEB Starkstromanlagenbau Rostock von 1954 bis 1958, wo Kochs zuletzt als Technischer Direktor tätig war, wurde er 1959 Sekretär für Wirtschaft in der SED-Kreisleitung Rostock-Stadt. Nach einem Studium der Gesellschaftswissenschaften an der Parteihochschule der KPdSU in Moskau von 1962 bis 1965, das er als Diplom-Gesellschaftswissenschaftler abschloss, war Kochs von 1965 bis 1968 Abteilungsleiter für Wirtschaftspolitik der SED-Bezirksleitung Rostock. 1967 zunächst Kandidat, war Kochs ab 1968 Mitglied der SED-Bezirksleitung Rostock. 1968 trat er die Nachfolge von Rudi Fleck als Oberbürgermeister der Stadt Rostock an. Nach seinem Ausscheiden 1975 war Heinz Kochs bis 1988 Erster Sekretär der SED-Kreisleitung Rostock-Stadt sowie Mitglied des Sekretariats der SED-Bezirksleitung Rostock.

## Auszeichnungen
- Verdienstmedaille der DDR (1967)
- Vaterländischer Verdienstorden in Bronze (1972), in Silber (1977) und in Gold (1982)
- Ehrenspange zum Vaterländischen Verdienstorden in Gold (1989)

## Einzelbeleg
1. ↑  Traueranzeigen von Heinz Kochs | trauer-anzeigen.de. Abgerufen am 19. Dezember 2020 (deutsch).

| Personendaten    | Personendaten                                               |
| ---------------- | ----------------------------------------------------------- |
| NAME             | Kochs, Heinz                                                |
| KURZBESCHREIBUNG | deutscher Politiker (SED) und Oberbürgermeister von Rostock |
| GEBURTSDATUM     | 11. August 1929                                             |
| GEBURTSORT       | Röbel/Müritz                                                |
| STERBEDATUM      | 6. Dezember 2020                                            |
| STERBEORT        | Rostock                                                     |